# Opération WASHTUB (Nicaragua)
Pour les articles homonymes, voir Opération Washtub.
L'opération WASHTUB est une opération secrète menée en 1954 par la Central Intelligence Agency (CIA) et dont l'objectif était de procéder à l'installation d'une fausse cache d'armes soviétiques au Nicaragua dans le but de démontrer un lien du Guatemala, alors dirigé par le colonel Jacobo Árbenz Guzmán, avec le Bloc de l'Est. Cette opération est menée préalablement au coup d'État de 1954 commandité par la CIA qui renversa Árbenz plus tard durant la même année.
Le 19 février 1954, la CIA travaille avec la Garde nationale nicaraguayenne afin d'installer une cache d'armes de fabrication soviétique près du village de pêcheurs de Masachapa afin d'être découverte quelque temps plus tard par Rafael Lola, un lieutenant de l'Armée du Nicaragua, et des pêcheurs mercenaires payés par le président nicaraguayen Anastasio Somoza García. La CIA souhaite également se débarrasser de ces armes par leur utilisation lors du coup d'État portant Carlos Castillo Armas afin de ne pas se retrouver incriminé,. Le 7 mai 1954, le président Somoza raconte à des journalistes lors d'une conférence de presse qu'un sous-marin soviétique a été photographié, mais que aucune trace de cette photographie, ni aucun négatif, ne sont disponibles. À la suite de la découverte, Somoza devait convaincre le public que les armes découvertes étaient utilisées par des escadrons d'assassins guatémaltèques, mais le public et la presse demeurent septiques et l'histoire n'obtient pas une grande couverture médiatique. Toutefois, celle-ci demeure une partie des légendes locales jusqu'à la révolution sandiniste au Nicaragua en 1979,.
L'opération reçoit à nouveau l'attention lorsque le gouvernement américain tente de récolter les suites de l'opération PBHistory (en). Cette dernière visait la récoltes de documents laissés par le gouvernement Árbenz, à la suite de sa déposition, et par le Parti guatémaltèque du travail afin de montrer leurs liens avec l'Union soviétique. Des membres anti-communistes du Congrès américain, en particulier Charles J. Kersten (en) et Patrick J. Hillings du comité Kersten (en), commence à utiliser les documents de l'opération PBHistory dans la rédaction de leurs rapports, documents fournies par la CIA tout en ignorant le rôle officiellement le rôle de l'organisation dans le coup d'État. Un sous-comité présidé par Hillings produit un rapport final qui rapporte, sans preuve, que le gouvernement guatémaltèque sous influence soviétique se procure des armes par cette dernière via un transport avec des sous-marins. Involontairement, ce rapport remet l'attention médiatique sur l'opération WASHTUB.

## Sources
- Nick Cullather, Secret History: The CIA's Classified Account of Its Operations in Guatemala 1952–1954, Stanford, CA, Stanford University Press, 2006, 2nd éd. (1re éd. 1999) (ISBN 978-0-804-75467-5, lire en ligne )
- René De La Pedraja, Wars of Latin America, 1948-1982, McFarland, 2013 (ISBN 9781476602936, lire en ligne)
- Piero Gleijeses, Shattered Hope: The Guatemalan Revolution and the United States, 1944–1954, Princeton, NJ, Princeton University Press, 1992 (ISBN 978-0-691-07817-5, lire en ligne)
- (en) Max Holland, « Operation PBHISTORY: The Aftermath of SUCCESS », International Journal of Intelligence and CounterIntelligence, vol. 17, no 2,‎ 2004, p. 300–332 (DOI 10.1080/08850600490274935, S2CID 153570470)